# Spojené státy americké na Letních olympijských hrách 1928
Spojené státy americké na Letních olympijských hrách v roce 1928 v nizozemském Amsterdamu reprezentovalo 280 sportovců, z toho 44 žen a 236 mužů, v 15 sportech.

## Medailisté
| Medaile | Jméno | Sport         | Soutěž                              |
| ------- | --- | ------------- | ----------------------------------- |
| Zlato   | Ray Barbuti | Atletika      | Muži 400 m                          |
| Zlato   | Charles Borah Henry Russell James Quinn Frank Wykoff                                                                                               | Atletika      | Muži štafeta 4 × 100 m              |
| Zlato   | Fred Alderman George Baird Ray Barbuti Emerson Spencer                                                                                             | Atletika      | Muži štafeta 4 × 400 m              |
| Zlato   | Edward Hamm | Atletika      | Muži skok daleký                    |
| Zlato   | Robert King | Atletika      | Muži skok vysoký                    |
| Zlato   | Sabin Carr | Atletika      | Muži skok o tyči                    |
| Zlato   | John Kuck | Atletika      | Muži vrh koulí                      |
| Zlato   | Clarence Houser | Atletika      | Muži hod diskem                     |
| Zlato   | Elizabeth Robinsonová | Atletika      | Ženy 100 m                          |
| Zlato   | Pete Desjardins | Skoky do vody | Muži prkno 3 m                      |
| Zlato   | Pete Desjardins | Skoky do vody | Muži věž 10 m                       |
| Zlato   | Helen Meany | Skoky do vody | Ženy prkno 3 m                      |
| Zlato   | Elizabeth Becker-Pinkston | Skoky do vody | Ženy věž 10 m                       |
| Zlato   | Paul Costello Charles McIlvaine | Veslování     | Muži dvojskif                       |
| Zlato   | Donald Blessing John Brinck Hubert A. Caldwell William Dally Peter Donlon Francis Frederick Marvin Stalder William Thompson (veslař) James Workman | Veslování     | Muži osmiveslice                    |
| Zlato   | Johnny Weissmüller | Plavání       | Muži 100 m volný způsob             |
| Zlato   | George Kojac | Plavání       | Muži 100 m znak                     |
| Zlato   | Austin Clapp George Kojac Walter Laufer Johnny Weissmüller                                                                                         | Plavání       | Muži štafeta 4 × 200 m volný způsob |
| Zlato   | Albina Osipowichová | Plavání       | Ženy 100 m volný způsob             |
| Zlato   | Martha Norelius | Plavání       | Ženy 400 m volný způsob             |
| Zlato   | Eleanor Garatti Adelaide Lambert Martha Norelius Albina Osipowichová                                                                               | Plavání       | Ženy štafeta 4 × 100 m volný způsob |
| Zlato   | Allie Morrison | Zápas         | Muži volný styl do 61 kg            |
| Stříbro | Steve Anderson | Atletika      | Muži 110 m překážek                 |
| Stříbro | Frank Cuhel | Atletika      | Muži 400 m překážek                 |
| Stříbro | Levi Casey | Atletika      | Muži trojskok                       |
| Stříbro | Benjamin Hedges | Atletika      | Muži skok vysoký                    |
| Stříbro | William Droegemueller | Atletika      | Muži skok o tyči                    |
| Stříbro | Herman Brix | Atletika      | Muži vrh koulí                      |
| Stříbro | Jessie Crossová Loretta McNeilová Elizabeth Robinsonová Mary Washburnová                                                                           | Atletika      | Ženy štafeta 4 × 100 m              |
| Stříbro | Lillian Copelandová | Atletika      | Ženy hod diskem                     |
| Stříbro | John Daley | Box           | Muži váha bantamová do 53,5 kg      |
| Stříbro | Stephen Halaiko | Box           | Muži lehká váha do 61,2 kg          |
| Stříbro | Michael Galitzen | Skoky do vody | Muži prkno 3 m                      |
| Stříbro | Dorothy Poynton | Skoky do vody | Ženy prkno 3 m                      |
| Stříbro | Georgia Coleman | Skoky do vody | Ženy věž 10 m                       |
| Stříbro | Kenneth Myers | Veslování     | Muži skif                           |
| Stříbro | Ernest Bayer George Healis Charles Karle William Miller                                                                                            | Veslování     | Muži čtyřka bez kormidelníka        |
| Stříbro | Walter Laufer | Plavání       | Muži 100 m znak                     |
| Stříbro | Eleanor Garatti | Plavání       | Ženy 100 m volný způsob             |
| Stříbro | Lloyd Appleton | Zápas         | Muži volný styl do 72 kg            |
| Bronz   | John Collier | Atletika      | Muži 110 m překážek                 |
| Bronz   | Morgan Taylor | Atletika      | Muži 400 m překážek                 |
| Bronz   | Al Bates | Atletika      | Muži skok daleký                    |
| Bronz   | Charles McGinnis | Atletika      | Muži skok o tyči                    |
| Bronz   | James Corson | Atletika      | Muži hod diskem                     |
| Bronz   | Edmund Black | Atletika      | Muži hod kladivem                   |
| Bronz   | Ken Doherty | Atletika      | Muži desetiboj                      |
| Bronz   | Mildred Wileyová | Atletika      | Ženy skok vysoký                    |
| Bronz   | Harold Devine | Box           | Muži pérová váha do 57,2 kg         |
| Bronz   | Michael Galitzen | Skoky do vody | Muži věž 10 m                       |
| Bronz   | Georgia Coleman | Skoky do vody | Ženy prkno 3 m                      |
| Bronz   | George Calnan | Šerm          | Muži kord                           |
| Bronz   | Paul McDowell John Schmitt | Veslování     | Muži dvojka bez kormidelníka        |
| Bronz   | Buster Crabbe | Plavání       | Muži 1500 m volný způsob            |
| Bronz   | Paul Wyatt | Plavání       | Muži 100 m znak                     |
| Bronz   | Josephine McKim | Plavání       | Ženy 400 m volný způsob             |